# Omaggio a Fabrizio De André
Omaggio a Fabrizio De André è un DVD tratto da una serata tributo a Fabrizio De André.
Il DVD è dedicato al concerto tenutosi all'Anfiteatro romano di Cagliari il 10 luglio 2005, a cui presero parte molti artisti. Il cofanetto dove è contenuto il DVD include anche un libro con i testi delle canzoni.
Il progetto è coordinato da Piero Ameli.

## Tracce
1. Le nuvole (Lia Careddu e Pamela Villoresi)
2. Il pescatore (Sergio Cammariere, Dolcenera, Neffa, Antonella Ruggiero, Mario Venuti, le Balentes)
3. La canzone di Marinella (Massimo Ranieri)
4. Bocca di Rosa (Francesco Di Giacomo, Morgan)
5. La guerra di Piero (Neffa)
6. La città vecchia  (Sergio Cammariere)
7. Amore che vieni, amore che vai (Antonella Ruggiero e Mario Venuti)
8. Spiritual (Massimo Ghini, Balentes)
9. La canzone dell'amore perduto (Dolcenera)
10. Don Raffaè (Massimo Ranieri)
11. Princesa (Mario Venuti, Balentes)
12. Il testamento (Neffa)
13. Crêuza de mä (Antonella Ruggiero, Balentes)
14. Dolcenera (Dolcenera e Balentes)
15. Ho visto Nina volare (Sara 6)
16. Hotel Supramonte (Andrea Parodi)
17. Volta la carta (Balentes)
18. Tre madri (Elena Ledda)
19. Ave Maria (Antonella Ruggiero)